# كيفن مارتن (محامي)
كيفن مارتن (بالإنجليزية: Kevin Martin)‏ هو محامي أمريكي، ولد في 14 ديسمبر 1966 في تشارلوت في الولايات المتحدة.

## وصلات خارجية
- كيفن مارتن على موقع إن إن دي بي (الإنجليزية)